# Nogent-l’Abbesse
Nogent-l’Abbesse ist eine französische Gemeinde mit 540 Einwohnern (Stand: 1. Januar 2022) im Département Marne in der Region Grand Est (vor 2016: Champagne-Ardenne). Sie gehört zum Arrondissement Reims und ist Mitglied im Gemeindeverband Communauté urbaine du Grand Reims. Die Bewohner werden Nogentais und Nogentaises genannt.

## Geografie

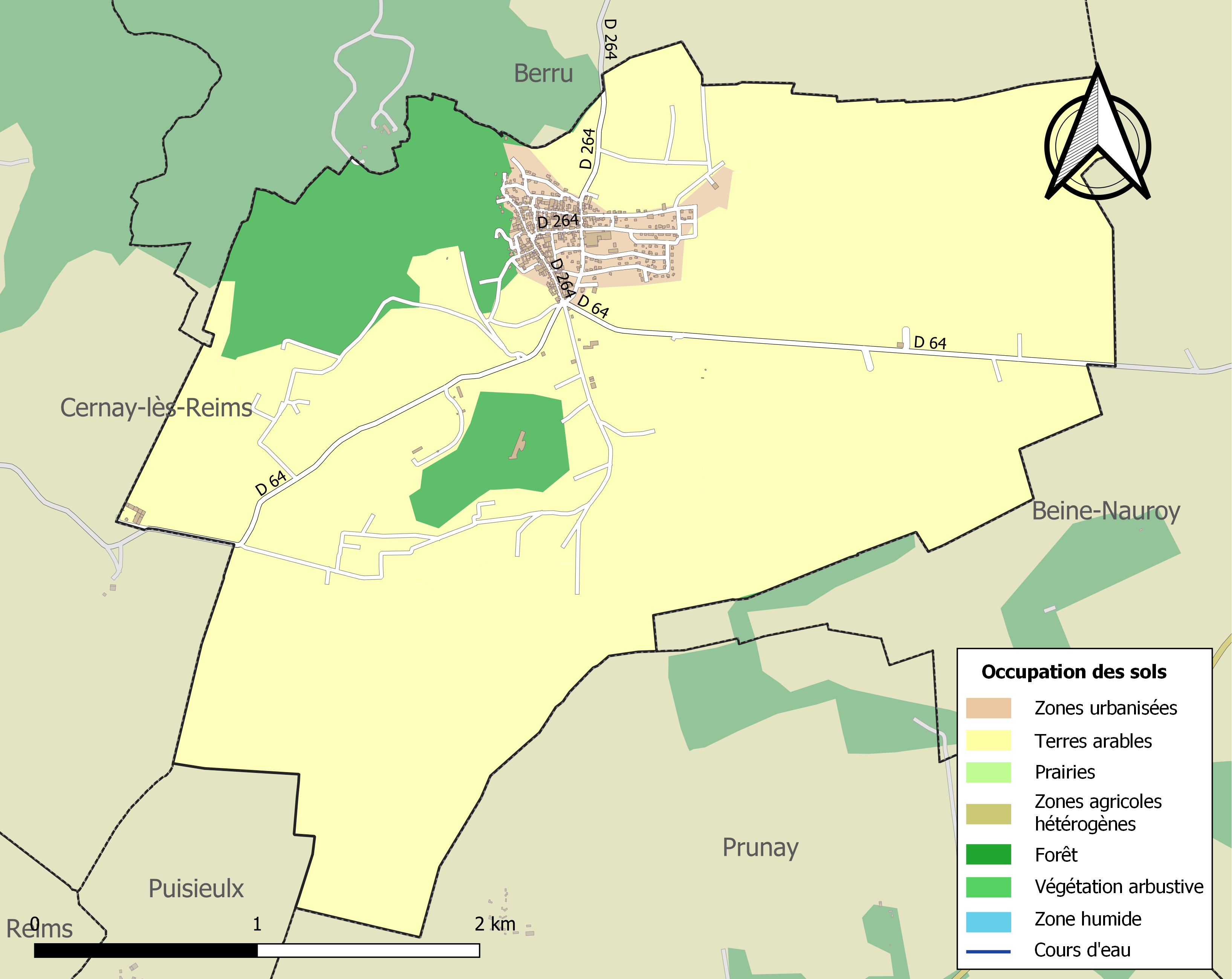
Bodennutzung und Infrastruktur der Gemeinde (2018)

Nogent-l’Abbesse liegt etwa neun Kilometer östlich von Reims im Norden der historischen Provinz Champagne. Zwei Bäche auf dem Gebiet der Gemeinde fallen zeitweise trocken und werden schließlich vollständig vom Boden absorbiert bzw. in einem Teichareal ohne Abfluss aufgefangen. Das Zentrum der Gemeinde liegt auf einer Höhe von etwa 180 m. Das Gelände steigt nach Nordwesten zum Mont de Berru hin schnell auf etwa 260 m Höhe an, südlich des Zentrums auf den Höhenrücken Les Alouettes auf über 210 m.
Ein Teil des Gebiets von Nogent-l’Abbesse gehört zu den beiden ZNIEFF-Naturzonen „Massif forrestier du Mont de Berru“ (210000715) und „Marais du Mont de Berru à Berru et Cernay“ (210009834). Etwa 85 % der Fläche der Gemeinde werden landwirtschaftlich genutzt, etwa 11 % sind bewaldet, insbesondere zum Mont de Berru hin (Stand 2018).
Umgeben wird Nogent-l’Abbesse von den Nachbargemeinden Berru im Norden, Beine-Nauroy im Osten, Prunay im Süden, Puisieulx im Südwesten sowie Cernay-lès-Reims im Westen.

## Bevölkerungsentwicklung

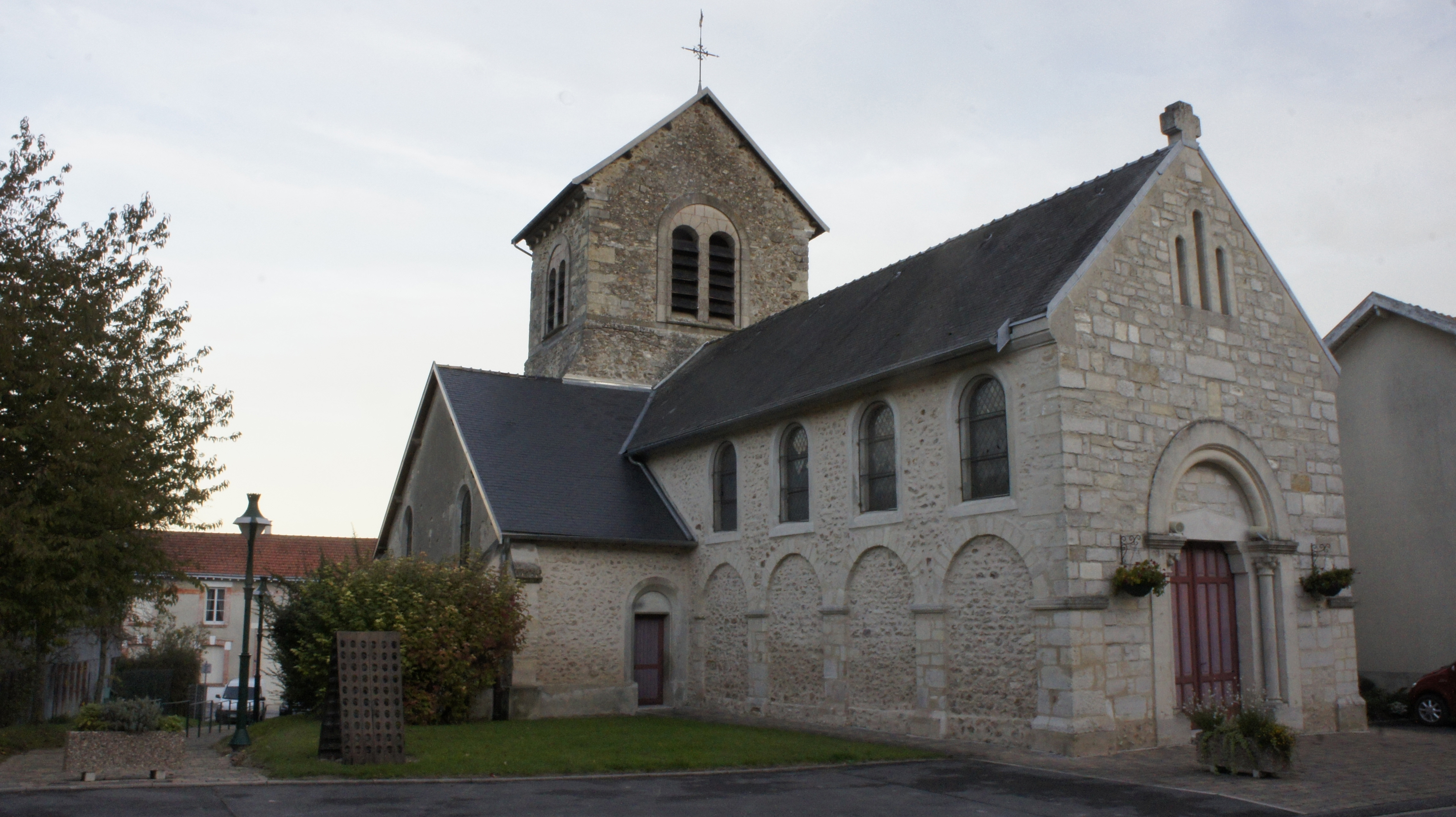
Kirche Saint-Pierre

| Jahr                       | 1962 | 1968 | 1975 | 1982 | 1990 | 1999 | 2006 | 2013 | 2020 |
| Einwohner                  | 291  | 303  | 386  | 452  | 424  | 445  | 536  | 593  | 530  |
| Quellen: Cassini und INSEE |      |      |      |      |      |      |      |      |      |

## Sehenswürdigkeiten
- Kirche Saint-Pierre

## Verkehr
Nogent-l’Abbesse liegt abseits größerer Verkehrsachsen. Die nachgeordneten Departementsstraßen D 64 und D 264 verbinden das Zentrum mit Nachbargemeinden.